# New Knowledge Club
De New Knowledge Club is een vereniging binnen de muren van de Erasmus Universiteit Rotterdam opgericht in 1999. Maandelijks organiseren ze lezingen en discussies. Door de betrokkenheid van een diversiteit aan jonge academici, studenten, hoogleraren, ondernemers, managers, ambtenaren, politieke vertegenwoordigers en gepensioneerden vormt het een multidisciplinair platform dat zich bevindt aan de rand van de universiteit en midden in de samenleving.

## Community of Practice
De bijeenkomsten zijn ingericht volgens de structuur van Community of Practice. Er is een primair netwerk met daarom heen dynamische secundaire netwerken. Het primaire netwerk is gericht op onderlinge relaties en de secundaire netwerken zijn gericht op specifieke onderwerpen.
De bijeenkomsten hebben als basis een spreker die een presentatie geeft over een actueel onderwerp. Het primaire netwerk is de aanjager van de discussie en de secundaire netwerken richten zich op de kritische toetsing. Door de discussies ontstaan er nieuwe inzichten omdat de vraagstelling vanuit veel verschillende invalshoeken belicht wordt. 